# Ivyann Schwan
Ivyann Schwan (Seattle, Washington, 13 de novembro de 1983) é uma ex-atriz norte americana que se destacou em filmes como O Pestinha 2 e O Tiro que não saiu pela Culatra.

## Filmografia
| Ano  | Filme                            | Personagem    |
| ---- | -------------------------------- | ------------- |
| 1989 | O Tiro que não saiu pela Culatra | Patty Huffner |
| 1991 | O Pestinha 2                     | Trixie Young  |